# 25823 Dentrujillo
25823 Dentrujillo è un asteroide della fascia principale. Scoperto nel 2000, presenta un'orbita caratterizzata da un semiasse maggiore pari a 3,1635611 UA e da un'eccentricità di 0,1784890, inclinata di 2,95068° rispetto all'eclittica.